# Kayaba Ku-2
Kayaba Ku-2 (萱場 2型無尾翼滑空機) là một loại tàu lượn chế tạo tại Nhật Bản vào năm 1940, để nghiên cứu tính khả thi của máy bay không đuôi.

## Tính năng kỹ chiến thuật
Đặc điểm tổng quát
- Kíp lái: 1
- Chiều dài: 3.04 m (10 ft 0 in)
- Sải cánh: 9.80 m (32 ft 2 in)
- Diện tích cánh: 14.5 m2 (156 ft2)

Hiệu suất bay
- Vận tốc cực đại: 75 km/h (47 mph)